# Baldahinski pauci
Baldahinski pauci (lat. Linyphiidae), druga po redu najbrojnija porodica pauka na svijetu kojoj pripada 601 rod. Zbog svoje veoma malene veličine poznati su i kao patuljasti pauci. 
Pauci ove porodice rašireni su širom cijelog svijeta uključujući i polarne krajeve gdje su u stanju kretati se i po snijegu do -7°C.

## Rodovi
Vidi ovdje